# 豊昇龍智勝
豊昇龍 智勝（ほうしょうりゅう ともかつ、1999年5月22日 - ）は、モンゴル国ウランバートル市出身で立浪部屋所属の現役大相撲力士。第74代横綱。本名はスガラグチャー・ビャンバスレン（モンゴル語キリル文字表記: Сугаррагчаагийн Бямбасүрэн）。血液型はAB型。好物はかつ丼。嫌いなものは魚介類、トマト。叔父に第68代横綱・朝青龍明徳がいる。 いわゆる「花のイチイチ組」の1人。

## 来歴

### 生い立ち
朝青龍の兄（長兄）であるスガラグチャーの次男として誕生。5歳から柔道を始め、11歳の頃からレスリングを始める。モンゴルの中等教育を卒業後、日本体育大学柏高校（入学当時の校名は柏日体高校。在学中の2016年4月から現校名に改称）からレスリングの選手としてスカウトを受け、日本へ留学した。相撲に自信が無くレスリングで妥協したビャンバスレンに、最初朝青龍は渋々留学を認めたようなものであった。来日当初の体重は66kgしかなかった。
高校1年の5月、授業の一環として両国国技館で相撲を見学した際に相撲に興味を抱き、その後朝青龍と相談し、レスリングを辞めて相撲を始めることを決意する。ビャンバスレンがその意志を180度変えたことに対して朝青龍は困惑して怒ったが、ビャンバスレンに熱意を感じてか朝青龍が学校の上役を説得して相撲部への転部が叶った。
相撲経験はなかったが、アマチュアの大会で好成績を残し、驚くようなスピードで潜在能力や身体能力の高さを見せていく。高校卒業後は立浪部屋へ入門。不祥事で引退した暴れん坊の甥とあってどの部屋も敬遠したが、立浪部屋だけは入門を許可した。後の大関昇進後に師匠は『zakzak』の取材に「よく入ってくれたと思う。入る前から朝青龍は『こいつは大関、横綱になれるから』という話をしていた。何人か候補はいたけど、僕もそうなれると思って選んだというのもある」と明かしている。
入門してからも朝青龍とは何度もメールでやり取りをしており、｢自分の力で強くなれ! 引いてはダメ｣、｢急に太ってはダメ! 怪我をするから」などのアドバイスを朝青龍から受けていた。豊昇龍は、大相撲の力士としての目標として、｢叔父さん（朝青龍）みたいに、1番上の横綱になりたい」と語ったが、その返答として朝青龍は「強くなるには、親方の言うことをちゃんと聞きなさい!」と答えたという。
力士になるにあたってモンゴルの実家に一度帰った際「山の上じゃなくて、足の下の石を見ろ」（ビャンバスレン本人は、一歩一歩、地道に歩んでいけ、という意味だろうと捉えていた）というモンゴルのことわざを朝青龍から授けられ、｢酒に呑まれるな」とも助言を受けた。
因みに朝青龍の縁から高砂部屋に入ることも考えていたこともあったが、元4代朝潮の高砂（当時）から「部屋を出入り禁止となった朝青龍の甥」ということで拒絶され、これは実現しなかった。
2017年11月1日に新弟子検査を受検、同月12日に合格が発表された。新弟子検査の際に、対戦したい力士として遠藤を挙げている。入門時の体重は100kg程度と、まだ体は完成途上であった。

### 入門

#### 2018年
興行ビザの取得を待って、初土俵は2018年1月場所となった。この場所は、第48代横綱大鵬の孫である納谷（後の王鵬）と共に前相撲を取った。結果は3勝1敗であったが、この1敗はライバルの納谷である。
同年3月場所は、西序ノ口19枚目という番付で先場所の前相撲のときと同様に2戦全勝同士で東序ノ口18枚目の納谷と対戦し敗れ、6勝1敗で終えた。なお、この場所の序ノ口優勝は納谷であった。
同年5月場所は、西序二段42枚目で7戦全勝優勝を遂げた。この場所は納谷との対戦がなく、優勝後のインタビューでは「納谷は強いですよ」と、ライバルの強さを認めた。その上で豊昇龍は「次は絶対に勝つ」と、三度目の正直に燃えていた。
7月場所直前の6月29日には、第69代横綱・白鵬の所属する宮城野部屋へ出稽古にいき、白鵬に稽古をつけてもらった。稽古を終えた豊昇龍は「横綱にぶつかることができて、うれしいです。去年、稽古してもらった後、自分はバーンと強くなってインターハイも準優勝できました」と語った。また、白鵬は「自分も（朝青龍に）稽古をつけてもらったから、今度は（自分がその甥っ子に）稽古をつけてやってね。不思議だね、歴史は繰り返すね。あとは彼次第。」と、次世代のエースにエールを送った。
同年7月場所は、東三段目42枚目で6勝1敗だった。
同年9月場所は、東幕下56枚目という番付で3連勝スタートから3連敗、その後、3勝3敗同士で、前相撲での対戦を含めると同年春場所以来3場所振り3度目となるライバルの東幕下60枚目の納谷と対戦し、勝利し勝ち越しを決め、三度目の正直を果たした。これは、豊昇龍の納谷戦初勝利となった。この取組により、納谷は自身初の負け越しとなり、次の場所では、三段目へ番付を落とす結果となった。
同年11月場所は、東幕下49枚目で6勝1敗だった。この場所は、初土俵以来初めて納谷のいない番付で相撲をとる場所となった。さらに、この場所は、朝青龍と並ぶ初土俵（前相撲を除く）から5場所連続勝ち越しとなった。

#### 2019年

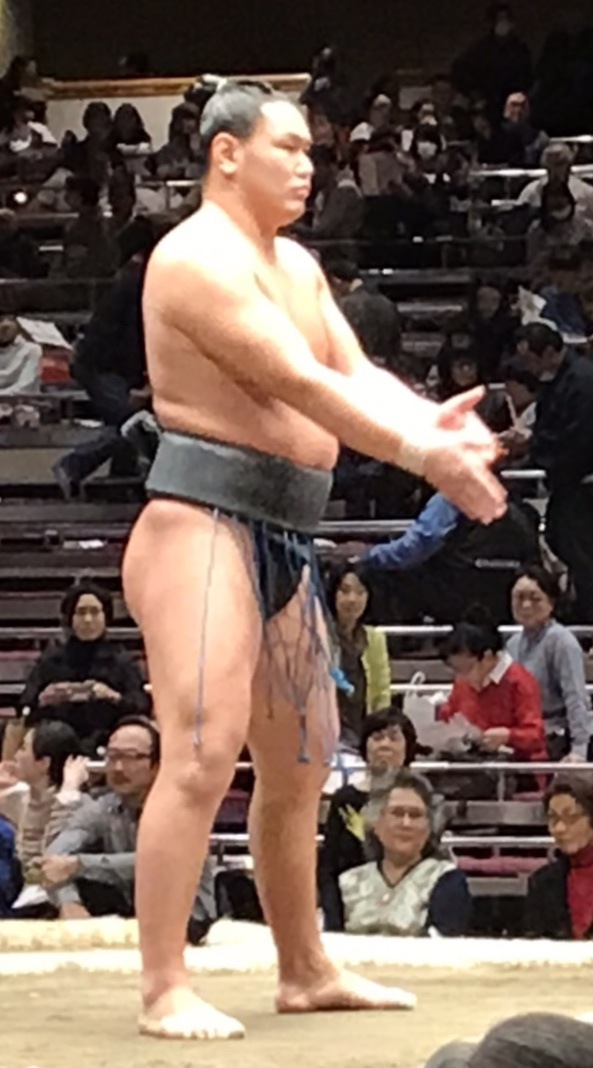
幕下時代（2019年1月20日撮影）

2019年1月場所では、西幕下21枚目で5勝2敗とし、幕下上位への昇進が濃厚となった。また、初土俵（前相撲を除く）から6場所連続勝ち越しとなり、叔父の朝青龍を超える記録となった。
同年3月場所では、初の幕下上位となり西幕下7枚目という番付で臨み、徳真鵬に勝ち1勝0敗としたが、前場所で敗れた木﨑海に敗れ、その後、第53代横綱・琴櫻の孫であり、現・佐渡ケ嶽親方の元関脇・琴ノ若の子供である琴鎌谷、琴鎌谷と同じく佐渡ケ嶽部屋の琴太豪に敗れ3連敗となり、1勝3敗となる。しかし、その後3連勝とし4勝3敗となり、初土俵（前相撲を除く）から7場所連続勝ち越しとなった。
同年5月場所では、2連勝した後3連敗したが、その後2連勝し、4勝3敗で勝ち越し。初土俵（前相撲を除く）から8場所連続勝ち越しとなった。
同年7月場所では、十両昇進を目指す西幕下2枚目という番付で臨み、6番目の相撲までで3勝3敗。7番目の相撲では、前場所で勝った玉木（後の朝玉勢）戦で敗れてしまい、自身初の負け越しとなり、序ノ口デビューからの連続勝ち越しは8場所でストップした。7番相撲で負けた際に右の拳を土俵に叩き付けており、朝日新聞の記事で「叔父譲りの勝利への執着心」について触れられた。
東幕下5枚目に番付を下げた同年9月場所では2連勝した後3連敗。しかし、その後2連勝し4勝3敗とし2場所振りの勝ち越しを決めた。十両から幕下に降格する力士が多かったこともあり、場所後の番付編成会議で、翌11月場所での十両昇進が決定した。外国出身では史上68人目、モンゴル出身では史上35人目の十両昇進となった。日本体育大学柏高校からの関取昇進は史上初。十両昇進会見では「しこ名に『関』と付くのでうれしい。すごく気持ちいい」と話した。10月3日にモンゴルに帰国して朝青龍主催の昇進パーティーに出席する予定が示され、豊昇龍は「『上に上がればお前にあげる物がいっぱいある』と言われた」と贈り物に期待を寄せた。また、「叔父さん（元横綱・朝青龍）のいったところまでいく。稽古をして強くなる」と、末は横綱に昇進すると意欲を見せた。

### 十両
新十両として迎えた11月場所は7勝8敗で終えた。千秋楽の取組後、豊昇龍は「負けても勝っても自分の相撲を取ろうと思っていた。負け越したけど、今日の一番は嬉しい。」と語った。また、負け越しが決まった14日目の取組後に叔父の朝青龍からメールで怒られたことを明かした。さらには、43度目の幕内最高優勝を決めた横綱・白鵬に「優勝おめでとうございます」と直接伝えた際に、白鵬から「また来場所だな」と声をかけられた。初めての15日間を終え、豊昇龍は、「勉強になった。十両は甘くないことが分かった。来場所はしっかりと頑張りたい。」と決意を固めた。

#### 2020年
十両2場所目となる1月場所は8勝7敗で自身初めてとなる関取としての勝ち越しを決め、先場所の雪辱を果たした。
十両3場所目となる3月場所は勝ち越しを決め2場所連続勝ち越しとなったが、千秋楽は腰痛症により休場し8勝7敗で終えた。
5月場所は新型コロナウイルス感染拡大により中止された。
十両4場所目となる7月場所は1月場所以来の観客を入れての開催となった。関取昇進以降自身初の初日から連敗スタートとなったが、結果的に千秋楽で十両優勝争い先頭の1人である4敗の水戸龍を破り、十両優勝へ望みを繋ぎ、さらに自身初の二桁勝利を記録した。十両優勝決定戦は6人で争うことになり、1回戦目は旭大星を破り巴戦に進出した。巴戦では立浪部屋力士、明生、天空海との同部屋優勝決定戦となった。しかし、初戦で明生に敗れそのまま明生が天空海を破り優勝を決めたため、優勝を逃す結果に終わった。

### 幕内
9月場所に新入幕を果たした。新入幕会見では「2桁勝って三賞を取る」と目標を語っていたが、成績は8勝7敗で終え勝ち越したものの、叔父の朝青龍の新入幕9勝には一歩届かなかった。
入幕2場所目の11月場所は7勝8敗で負け越した。

#### 2021年
1月場所は初日から5連敗したが、叔父の元横綱・朝青龍の叱咤により6日目から息を吹き返すように14日目まで9連勝した。しかし、千秋楽で阿武咲に敗れ2桁勝利とならず9勝6敗で終えた。
3月場所は4日目まで1勝3敗と負けが先行していたが、5日目から3連勝し7日目の時点で勝ちが先行した。中日で敗れたものの9日目から3連勝し勝ち越しに王手。12日目は敗れたものの13日目に勝ち越し決定した。しかし、14日目以降は負けを喫し8勝7敗で終えた。
5月場所は上位に休場者が多かった関係で4大関と対戦したが、大関の朝乃山を内掛け、正代を外掛けで破る活躍を見せた。14日目に関脇・髙安に敗れ、負け越すも最終的には7勝8敗と一点の負け越しにとどめた。
7月場所は初日から快調な土俵ぶりを見せ、11日目には先場所に引き続き、大関・正代を破り、勝ち越しを決めた。最終的には10勝5敗と自身初の幕内での2桁勝利となり、初の三賞・技能賞を受賞した。
9月場所は新三役を目指す場所となったが、5日目から急性扁桃炎で途中休場。その後、中日から再出場するも5勝8敗2休で終えた。
この年の4月以来7カ月ぶりとなる12月21日の合同稽古では、この日最多となる25番を取った。「技とかやるわけじゃなくて、当たって前に攻めて、下から起こして自分のペースにして相撲を取りたいと思いますね。なかなか他の部屋の関取衆と稽古できないのでこの4日間、しっかりやっていきたいと思います」と狙いを明らかにした。

#### 2022年
2月4日、協会は豊昇龍が新型コロナウイルスに感染したと発表。
3月場所は新三役となる西小結の地位が与えられ、入門以来初となる部屋頭の地位となった。8日に叔父から電話で「頑張ってくれ。上位の人たちと全員対戦したので、どんな人がどんな相撲を取るか分かってるでしょ。あとは君次第だよ」と激励の言葉を貰った。3月場所は、連敗スタートとなるも、大関・貴景勝に4度目の対戦で初めて勝利するなど、星を盛り返した。7勝7敗でむかえた千秋楽では、3敗で優勝争いに残っていた琴ノ若を下手出し投げで破り、新小結で勝ち越しを決めた。
5月場所前には「ケガせずに勝ち越し」と目標を掲げた。場所直前の北の富士のコラムでは、若隆景と共に三賞候補として名前が挙がった。その5月場所では14日目に勝ち越しを決め、8勝7敗で場所を終えた。7月場所を9勝6敗で勝ち越し、9月場所は新関脇に昇進。11月場所は14日目に優勝の可能性が消滅するも、中盤まで優勝争いを引っ張ったこともあり、千秋楽の霧馬山戦に勝ち、11勝目を挙げるという条件付きで技能賞を受賞することが決まった。

#### 2023年
2023年1月場所は8日目まで6勝2敗だったが、9日目の若元春戦で敗れ、左足関節を捻挫、10日目を休場したが、11日目から再出場した。1月28日に行われた白鵬引退宮城野襲名披露大相撲の引退土俵入りでは露払いを務めた。
3月場所は14日目に4敗を喫して優勝の可能性が消滅するまで優勝争いに加わった。13日目終了時点でこの場所で2桁白星を挙げることが確定し、この場所が大関取りへの起点となるとされた。千秋楽で勝った場合という条件付きで敢闘賞受賞候補に上がったが、出席委員の過半数の得票に至らず受賞を逃した。それでも、千秋楽の取組後に佐渡ヶ嶽審判部長（元関脇・琴ノ若）は、大栄翔、若元春と共に7月場所が大関取りの場所となると明言。9月場所に最大5大関体制となり得るという飽和状態も佐渡ヶ嶽は歓迎する方針を示した。
7月場所前の大関取りに向けた会見では「あんまり気にせず、いつも通りいきたい」と語った。7月場所は9日目に勝ち越しを決めるなど前半戦は絶好調。14日目の若元春戦で「3場所32勝」に到達。そして千秋楽では本割で伯桜鵬を下し、優勝決定戦では北勝富士を下して12勝3敗で初優勝を果たした。この結果、協会審判部が「理事長に臨時理事会の招集を要請する」と明言し、場所後の大関昇進が確実となった。千秋楽勝てばという条件付きで敢闘賞を受賞することになっていたが、勝って受賞を決めた。優勝インタビューでは「うれしさは誰に伝えたいか」というアナウンサーの質問に「1番最初に（師匠の立浪）親方に。その後に叔父さん（元朝青龍）に言いたいです」と答えて場内の大爆笑を誘った。千秋楽一夜明け会見では、朝青龍が「よくやった」と言いながら泣いていたことを明かした。
7月26日、愛知県体育館で9月場所の番付編成会議と臨時理事会が開催され、理事会では豊昇龍の大関昇進が満場一致の議決により正式に決まった。昇進伝達式は立浪部屋の名古屋場所宿舎で行われ、協会から使者として出羽海一門の境川理事と審判部から大鳴戸委員が差し向けられ、「大関の名を汚さぬよう、気魄一閃の精神で努力いたします」と口上を述べた。2場所連続での新大関は、2011年9月場所後・同年11月場所後の琴奨菊と稀勢の里以来11年ぶり。モンゴル出身大関は史上7人目。
大関昇進会見では「やっぱり稽古ですね。人より倍、稽古しなきゃいけないという気持ちがあります」と語っている。昇進伝達式に臨むに当たって朝青龍に「やることしっかりやったんだから、楽しめ」と言われたことも明かした。大変なこととしては「けがした時が一番です。相撲取りは本当にけがとともに戦っていかなくちゃいけない」と回答している。
新大関としての初の公式行事は29日の夏巡業豊田場所。8月13日の札幌場所では、5年ぶりに巡業を視察した八角理事長から霧島とともに「チャンスだから、この1年以内に横綱に上がるように」と語りかけられた。9月4日、豊昇龍が「日本のふるさと」と呼ぶ柏市で、母校の日体大柏高校による「名古屋場所初優勝および大関昇進祝賀会」が行われた。新大関として迎えた9月場所は、13日目終了時点で6勝7敗と後がなかったが、14日目に貴景勝、千秋楽には北青鵬と、優勝を争っていた力士に2連勝して8勝7敗で辛うじて勝ち越して場所を終え、翌場所の角番は免れる形となった。場所後の10月9日の秋巡業伊勢原場所では、原点回帰のつもりで新弟子時代からライバルと目されていた王鵬を指名した。11月場所は10勝5敗。しかし5日目の豪ノ山戦の立合い（後述）の件は場所後の横綱審議委員会の定例会合でも話題となり、山内昌之委員長も「将来の横綱等への昇進も期待される力士の中に、立ち合いにおいて見苦しい、もしくは常識を欠いたような風情が見られたのは誠に残念なこと。個人としては非常に好きな力士。なお残念なこと」と注文を付けた。同席した芝田山広報部長も「あれは、いかんよ。大関という地位。見ていて見苦しい」と苦言を呈した。

#### 2024年
1月9日の横綱審議委員会による稽古総見では、髙安に3連敗しただけで相撲を取る稽古を終えるなど、精彩を欠いており番数も低調だった。2024年1月場所では10勝を挙げたが13日目の霧島戦で二枚蹴りに敗れた際に右膝の状態を悪化させ、14日目から協会に「右膝内側側副靱帯損傷で今後約1週間の加療を要する見込み」との診断書を提出して途中休場。報道陣の電話取材に応じた師匠の立浪によると「二枚蹴りを食らったときに、膝が内側に入った。朝起きた時に足がつけないほどだった。病院に行ってMRIを撮ったら、靱帯が伸びていた」とのこと。2月12日、都内のホテルで大関昇進披露パーティーが開催された。
3月場所では初日に敗れるなど休場明けの影響も心配された。だが14日目に新大関琴ノ若（現 琴櫻）に破れるまで優勝争いに加わり11勝4敗とした。また、12日目にはこの場所新入幕で快進撃を見せた尊富士に初黒星をつけ、千秋楽には尊富士と最後まで優勝を争った大の里も破るなど、大関の意地を見せる場面もあった。
5月場所は中盤までに4敗を喫するが、11日目には先場所同様優勝争いのトップを走る大の里を破り、その後も連勝し大の里を星一つの差で追う展開となった。千秋楽では自身の取り組み前に大の里が阿炎を破ったことで優勝の可能性は消え、結びの一番で琴櫻に敗れたことで10勝5敗に終わった。
7月場所は12日目の琴櫻戦で投げを決めた際に右の股関節を痛め、9勝3敗と優勝争いに加わっていたが13日目から協会に「右内転筋挫傷で約3週間の安静加療を要する」との診断書を提出して途中休場を喫し、優勝争いから脱落。師匠は「優勝争いも絡んでいるし、これで出したらお客さんに失礼」と再出場しない方針を示した。
休場明けの9月場所は、6日目までに4敗するなど苦しい土俵が続き、千秋楽の琴櫻戦でようやく8勝7敗と勝ち越しを決めて自身初の角番を免れるという状態で、優勝争いにも絡めなかった。千秋楽の取組後「とにかく勝ち越せて良かった」と安堵の表情を浮かべる一方で、「情けない。勉強だと思って頑張ります」と反省の言葉も口にした。
11月場所は琴櫻と21年ぶりとなる大関同士の千秋楽相星対決を行い、敗れて13勝2敗で優勝次点。八角理事長、高田川審判部長は共に2025年1月場所は初の幕内最高優勝を果たした琴櫻と2人合わせて綱取りとなるとの見解を示した。場所後の11月25日の横綱審議委員会の定例会合では山内昌之委員長が「従来、時々見られたような立ち会いの駆け引き、強引な投げ技などについても影を潜めつつある」と成長を高評価。一方で元武蔵丸の武蔵川親方は自身のコラムで「13勝2敗の準優勝が起点になるのは甘いよ。やっぱり優勝を綱取りの起点にしないと。成績さえ上げれば、いつか近い将来に横綱になれる存在なんだから、先に話が進んじゃうのはどうかと思うよ」と疑問を呈していた。

#### 2025年
綱取りの2025年1月場所は、5日目に熱海富士、中日に正代に敗れ、綱取りに向け後がなくなった。そして9日目には平戸海に3敗目を喫し、この場所後の横綱昇進は絶望的となった。同場所は同じく綱取りが話題となった琴櫻も綱取りに失敗しており、また一人横綱であった照ノ富士も引退したため、翌3月場所は1993年1月場所以来の番付上横綱不在場所となるかと思われたが、その後粘り強く連勝を続け、最終的に12勝3敗とした。優勝決定巴戦では金峰山、王鵬に完璧な内容で連勝し、見事に2回目（大関になってからは初めて）の優勝を手にした事で、場所後の横綱昇進に前進した。場所後の1月27日に横綱昇進が横綱審議委員会で議論され、全会一致で推薦を決定。これにより、事実上第74代横綱への昇進が確定、同月29日に開かれた3月場所の番付編成会議と臨時理事会で横綱昇進が決定した。ただし、前場所で優勝していないこと、成績が12勝3敗で綱取り場所の優勝成績としては些かレベルが低いこと、優勝場所の3敗が全て平幕相手に対する取りこぼしであること、などから関係者や一部のファンからは横綱昇進の判断が甘いと指摘されていた。実際、横綱昇進についてはこれらの事情から審判部内でも慎重な姿勢であったが、高田川が自身の審判部長としての責任で昇進させており、誰もが納得した上での昇進だったわけではない。それでも昇進させることに踏み切ったのは、横綱への昇進者が現れなければ照ノ富士の引退によって翌場所以降が横綱空位となってしまうため、それを避ける目的があったことは明らかである。
新横綱として迎えた3月場所、初日に西小結・阿炎と対戦、立ち合いで阿炎のもろ手突きをまともに受けて腰が浮くと一気に土俵下へ落ち、初日黒星。新横綱が初日に敗れたのは1995年1月場所の貴乃花以来となった。その後、千代翔馬、髙安、一山本と9日目までに金星を3つ配給。新横綱が3個の金星を配給するのは61年ぶり4人目となり、昭和以降で最多タイ記録となるなど、9日目終了時点で5勝4敗の成績だった。その後、10日目に右肘関節内遊離体と頸椎捻挫の加療を要するとして、途中休場となった。新横綱の途中休場は1986年9月場所を途中休場した双羽黒以来となった。
このように、新横綱の場所としては異例尽くしの成績不振となったことから、横綱昇進に難色を示していた関係者やファンの不安が的中した形となった。
なお、場所後の春巡業は休場せずに最初から参加することになった。
翌5月場所中、師匠の立浪親方は豊昇龍が引退後に親方として日本相撲協会に残るために必要となる日本国籍の取得を進めていることを明かした。本場所では初日から連勝。しかし3日目に王鵬に敗れると翌日は阿炎に2場所続けて敗れ、2日続けて金星を配給する。その後は連勝を重ね、その途中の9日目に十両以下も含めて3連敗中だった相手の一山本に本場所で初めて勝利した。11日目を終えた時点で全勝の大の里をただ一人2敗で追っていたが、12日目に霧島に敗れ3敗に後退。13日目に大の里が勝利した時点で大の里の優勝が決定し、2場所続けて優勝を逃した。それでも以降は連勝し、千秋楽は全勝優勝を狙う大の里を上手捻りで破り、横綱の意地を見せ、横綱として初の皆勤で場所を終えた。7月場所は初日に不戦除き過去1勝9敗と苦手としている髙安を外掛けで破ったが、2日目に若元春、3日目に安青錦、4日目に阿炎と平幕相手に連敗し、またも3日連続で金星を配給。横綱昇進後、3場所目（4日目）までの短期間に金星を合計8つ配給している。また4日目に阿炎に敗れた取組は、43代式守伊之助の行司軍配差し違えにもなっている。結局5日目から、左足親指の捻挫と骨挫傷のため休場することになった。場所後の夏巡業も最初休場していたが、途中の8月7日から合流した。

## 著名な親族
- ドルゴルスレン・スミヤバザル（総合格闘家、父の弟）
- ブルー・ウルフ（元新日本プロレス所属プロレスラー、父の弟）
- 朝青龍明徳（元大相撲力士、第68代横綱、父の弟）
- 天狼星権一（大相撲力士、従弟でブルー・ウルフの息子）

## 取り口
突き押しを得意とする一方で、足癖や動き勝つ相撲も見せる。三役昇進後の相撲は、叔父譲りの組んで良し、離れて良しの万能型である。相手の体勢を瞬時に察知して投げを打つ相撲勘の良さも光る。一方、突き押し力士に対しては組めないと脆く、立合いで圧力に押されたまま突き押しを受けるのが負けパターンである。何より評論家のコラムなどで度々「型が無い」「半端相撲」「サーカス相撲」と指摘されるのが最大の欠点である
。安易に変化や上手を取る小細工を行う相撲も欠点である。新入幕からしばらくした頃までは廻しを取らないと勝ち味が薄く、相撲が大き過ぎることが弱点であった。番付を上げるにつれて、筋力やスタミナなどのフィジカルが物足りないという注文も付くようになった。大関時代になると、攻めないまま安易に差す相撲も指摘されるようになった。
稽古熱心な力士であり、2021年12月の報道によると、明生、天空海の関取衆や若い衆相手に連日、30番から40番の稽古をしている。2022年5月場所前の報道によると、多い時で70番取るという。
2022年5月場所7日目の取組後の特別中継でインタビュアーを務めた21代間垣は「鋭い出足はおじさんに似てきたね」と評した。2022年9月場所直前の北の富士のコラムでは相変わらずこれといった型が無い点を指摘されているが足腰の良さは認められており、体がもっとがっしりすれば綱を張ってもおかしくないと素質を評された。
11月場所5日目の豪ノ山戦では、取組前の立合いで駆け引きをするような場面があったことが大関としては不適切であったとして、取組後に審判部に呼び出されて注意を受けた。一方で花田虎上は自身のコラムで立合いの図太さを評価していた。同場所9日目のコラムで花田は左が遊びになる悪癖を指摘していた。
2024年7月場所後には元鶴竜の音羽山親方が『デイリー新潮』のコラムで、怪我を誘発する投げ癖をやめないと横綱は望めないと苦言を呈していた。2024年9月場所中、元琴奨菊の秀ノ山親方は低迷の原因について「勝利に対する貪欲さが薄れた印象がある」と指摘している。得意手の投げに関しては、2024年の年間6場所全てで幕内に在位していた29人のうち最多である投げでの19勝を挙げている。2025年1月場所前に行われたNHKのインタビューでは吉田賢アナウンサーに対して「体重が増え(9月場所終了後から一時期、非公式計測で150kgに達していた)、けがをしたくないので前に出る相撲に変えた」と答えており、体重が増えるにつれて意識的に基礎運動やぶつかり稽古も増やしたと話している。
2025年5月5日、「親方ちゃんねる」に2025年春巡業岸和田場所の現場で撮影した背筋力測定企画が公開されたが、自身は再三のチャレンジによって背筋力290kgを計測し、企画内で1位の記録。

## エピソード
- 霧馬山（現・霧島）はモンゴルの柔道クラブ時代からのライバル[114]。大関昇進会見の際にも、関脇昇進で先んじた自分が大関昇進で追い越されて悔しかったことを語っている[50]。
- 四股名は師匠の立浪（元小結・旭豊）の現役時代の四股名の「豊」と叔父である朝青龍の「龍」を一字ずつ採り、「しょう」は、『横綱まで昇り詰めたい』という豊昇龍の意思を踏まえたもの。当初「豊青龍」を名乗る予定だったが、師匠の立浪が「もっと良い字がある。」と豊昇龍に言い「青」ではなく「昇」を豊昇龍に教えたところ、豊昇龍が気に入ったことから「豊昇龍」と名乗ることになった。
- 叔父の朝青龍は豊昇龍にとって師匠よりも厳しく怖い存在でありつつも、時にはしっかり褒めている。2020年9月場所7日目にはTwitterで朝青龍から「戦うなら殺すつもりで行け!! 出来ないならちゃんこ番やれ!!」と過激なエールを送られた[115][116]ほか、2021年1月場所には初日から5連敗した後、「全敗!! ひたくそう（おそらく「へたくそ」の誤字）」「稽古場優しすぎる! 甘えている! 舐めている!」「新年初場所! 何か考えることないの? 若々しく動きなし! 土俵に上がるな! 失礼!」と過激に叱咤されるも、ツイートをみた豊昇龍[23]は6日目から巻き返して8連勝した。すると朝青龍は「よっし!! かわいい子 心配させるな。どうかな私から言うのは」「残り勝って10勝目指せ!!」と甥を祝福し、「コロナ落ち着いたら立浪部屋稽古場に行きたいな!! 2週間」「指導して見たいな 耐えれるかな? 厳しいよ」と直接指導への意欲を示した[22]。
  - 本人は叔父との関係性を問われ、比較されることに悩み、時に記者に不快感を示すことがあったが、偉業を成し遂げた叔父のこと自体は尊敬しており、40歳を過ぎてもモンゴル相撲で物凄い力を見せたことにも驚愕していた[117]。大関昇進会見でも「自分が勝たなければ、おじさんの名前が（価値）下がるじゃないですか」と意識するところを語っていた[50]。
- それまで自身も血液型を知らなかったが、2020年9月場所前にAB型であることが判明[118]。
- 2021年、所属する立浪部屋がつくばみらい市から台東区に移転することになり、筑波山から離れることを惜しんだ。故郷のモンゴルに似ているため、関取になってからも1カ月に1度は登っていたという[119]。
- 2021年9月場所4日目の貴景勝戦で敗れた際に行司に礼の仕方を注意されてやり直した。この日の取り組みをまとめた北の富士のコラムでも苦言を呈された[120]。礼のやり直しは極めて珍しい珍事で、幕内から陥落して十両で相撲を取っていた巴富士俊英が1994年に礼のやり直しをさせられた事例があり、関取の取組ではその時以来の出来事だった。
  - その後も2022年7月場所千秋楽の翠富士戦では、物言いがついてもおかしくない際どい取組ではあったものの、敗れた際に判定への不服そうな様子が見られた[121]。
- 2024年9月場所6日目の王鵬戦でこの場所4敗目を喫した際、礼を忘れて花道を引き上げようとした際に九重審判部副部長（元大関・千代大海）から礼のやり直しを求められ、これに応じた。幕内の取組における礼のやり直しは異例[122]。
- 叔父の朝青龍の好敵手であった白鵬とは対戦機会がないまま、白鵬の方が引退している[123]。
- 一門は違うが荒汐部屋とは予てより交流があり、荒汐部屋の合宿に豊昇龍が自主参加するなどしていた[30]。
- 2022年夏巡業では、九重巡業部副部長（元大関・千代大海）の希望で、叔父の朝青龍の土俵上で制限時間いっぱいになった時のルーティンの物真似をした[124]。
- 2023年5月4日に電撃引退した逸ノ城については引退当日に「さっき聞いたばかりでビックリした。同じモンゴル出身の先輩であり仲間。その仲間の1人が抜けてしまうと、さみしくなる。（対戦成績は8勝5敗で）勝つと自信がつく相手でもあった。これから自分も頑張りたい」とコメントした[125]。
- 高須クリニックグループ総帥の高須克弥は2023年7月場所で豊昇龍が大関昇進を決めた際には高級和牛1頭分と化粧廻しを贈呈する計画があると明かした[126]。この場所では優勝と大関昇進を決め、この話が実現する運びとなった[127]。
  - また高須は豊昇龍が横綱昇進を決めた際にはいち早くデザイン書家の山﨑秀鷗にデザインを依頼してに三つ揃いの化粧廻しを発注している[128]。
- 母校・日体大柏高の所在地である柏市を「日本のふるさと」と位置付けており、大関昇進直後の2023年8月1日に柏市を表敬訪問した[129]。
- 暴れん坊で知られていた朝青龍の甥ということで、大関昇進の際は素行面も朝青龍のようになってしまうのではないかという懸念もあったが、師匠の立浪は土俵態度の勝気さこそ認める一方で、素直でいい子、暴力とは無縁と太鼓判を押している。そもそも部屋自体人間関係が密でいじめ・暴力とは無縁という評判である[130]。
- 2025年1月場所前のはなわとの対談によると、趣味は映画鑑賞。休みの日に眠くなるまで一日中部屋を暗くしてポップコーンを食べながら映画館にいる気分で鑑賞するのが好きで、アクション映画が特に好み。邦画では『ドクターX〜外科医・大門未知子〜』がお気に入りで、好きな日本の女優は米倉涼子。本人曰く「『私失敗しないので』ってかっこいいなー。自分も言ってみたいな。『おれ負けませんので』って（笑）」とのこと[5]。
- 2025年1月場所で2度目の優勝を達成した際、優勝パレードのオープンカーには、豊昇龍が「日本の弟」として親しくする千葉県柏市在住の久保田輝哉を同乗させていた。久保田輝哉は豊昇龍が「日本の母」として慕う久保田るりの息子で、ダウン症を持っているが、柏市内の相撲クラブ「柏相撲少年団」に所属して相撲に励んでいる[131]。
- 土俵上では一度も勝てなかった元横綱の照ノ富士の他に髙安を苦手としており、対戦成績で大きく負け越している。新横綱の場所でも、金星を配給した。

## アマチュア記録
- 第64回関東高等学校相撲大会 重量級 優勝（2016年6月）
- インターハイ 個人 2位（2017年8月）
- 愛媛国体少年の部 個人 3位（2017年10月）

## 略歴
- 2018年1月場所 - 初土俵
- 2018年3月場所 - 序ノ口
- 2018年5月場所 - 序二段
- 2018年7月場所 - 三段目
- 2018年9月場所 - 幕下
- 2019年11月場所 - 新十両
- 2020年9月場所 - 新入幕
- 2022年3月場所 - 新小結
- 2022年9月場所 - 新関脇
- 2023年9月場所 - 新大関
- 2025年3月場所 - 新横綱

## 主な成績

### スピード記録
- 初土俵から幕内初優勝までの所要場所数：33場所（歴代9位）
- 初土俵から横綱昇進までの所要場所数：42場所（歴代6位・年6場所制以降の初土俵力士の中では歴代5位）

### 通算成績
2025年7月場所終了現在
- 通算成績：348勝212敗20休（45場所）
- 通算勝率：.621
  - 幕内成績：266勝164敗20休（30場所）
  - 幕内勝率：.619
  - 横綱成績：18勝12敗15休(3場所)
  - 横綱勝率：.600
  - 大関成績：91勝41敗3休（9場所）
  - 大関勝率：.689
  - 三役成績：85勝50敗（9場所）
  - 三役勝率：.630
    - 関脇成績：60勝30敗（6場所）
    - 関脇勝率：.667
    - 小結成績：25勝20敗（3場所）
    - 小結勝率：.556
    - 前頭成績：72勝61敗2休（9場所）
    - 前頭勝率：.541

  - 十両成績：33勝27敗（4場所）
  - 十両勝率：.550
  - 幕下成績：30勝19敗（7場所）
  - 幕下勝率：.612
  - 三段目成績：6勝1敗（1場所）
  - 三段目勝率：.857
  - 序二段成績：7勝0敗（1場所）
  - 序二段勝率：1.000
  - 序ノ口成績：6勝1敗（1場所）
  - 序ノ口勝率：.857
- 幕内連続2桁勝利記録：4場所（2023年11月場所 - 2024年5月場所）
- 幕内優勝次点以上連続場所：2場所（2024年11月場所 - 現在継続中）

### 各段在位場所数
2025年7月場所終了現在
- 通算在位：45場所
  - 幕内在位：30場所
    - 横綱在位:3場所
    - 大関在位：9場所
    - 三役在位：9場所
      - 関脇在位：6場所
      - 小結在位：3場所

    - 平幕在位：9場所

  - 十両在位：4場所
  - 幕下在位：7場所
  - 三段目在位：1場所
  - 序二段在位：1場所
  - 序ノ口在位：1場所
  - 前相撲：1場所

### 各段優勝
2025年7月場所終了現在
- 幕内最高優勝：2回
  - 2023年（1回）7月場所
  - 2025年（1回）1月場所
- 序二段優勝：1回（2018年5月場所）

### 三賞・金星
2025年7月場所終了現在
- 三賞：3回
  - 技能賞：2回（2021年7月場所、2022年11月場所）
  - 敢闘賞：1回（2023年7月場所）
- 金星：なし
  - 対戦した横綱は照ノ富士のみで（豊昇龍の平幕時代に横綱は他に白鵬と鶴竜が在位していたが一度も対戦がなかった）、一度も勝利できずに相手が引退したため、対横綱戦での勝利経験もない。

### 花相撲
- 明治神宮例祭奉祝全日本力士選士権大会優勝：1回（第79回・2022年）
- 日本大相撲トーナメント優勝：1回（第48回・2024年）

### 場所別成績
| | 一月場所 初場所（東京） | 三月場所 春場所（大阪） | 五月場所 夏場所（東京） | 七月場所 名古屋場所（愛知） | 九月場所 秋場所（東京） | 十一月場所 九州場所（福岡） |
| --- | ----------------------- | ----------------------- | ----------------------- | --------------------------- | ----------------------- | --------------------------- |
| 2018年 （平成30年） | （前相撲）              | 西序ノ口19枚目 6–1      | 西序二段42枚目 優勝 7–0 | 東三段目42枚目 6–1          | 東幕下56枚目 4–3        | 東幕下49枚目 6–1            |
| 2019年 （平成31年 /令和元年） | 西幕下21枚目 5–2        | 西幕下7枚目 4–3         | 西幕下4枚目 4–3         | 西幕下2枚目 3–4             | 東幕下5枚目 4–3         | 西十両13枚目 7–8            |
| 2020年 （令和2年） | 東十両14枚目 8–7        | 西十両9枚目 8–7         | 感染症拡大 により中止   | 東十両6枚目 10–5            | 西前頭16枚目 8–7        | 東前頭13枚目 7–8            |
| 2021年 （令和3年） | 東前頭14枚目 9–6        | 西前頭9枚目 8–7         | 東前頭5枚目 7–8         | 西前頭5枚目 10–5 技         | 東前頭筆頭 5–8–2        | 西前頭5枚目 7–8             |
| 2022年 （令和4年） | 東前頭6枚目 11–4        | 西小結 8–7              | 東小結 8–7              | 東小結 9–6                  | 西関脇 8–7              | 西関脇 11–4 技              |
| 2023年 （令和5年） | 西関脇 8–7              | 西関脇 10–5             | 西関脇 11–4             | 東関脇 12–3 敢              | 西大関2 8–7             | 西大関2 10–5                |
| 2024年 （令和6年） | 西大関 10–4–1           | 西大関 11–4             | 東大関 10–5             | 西大関 9–4–2                | 西大関 8–7              | 西大関 13–2                 |
| 2025年 （令和7年） | 西大関 12–3             | 東横綱 5–5–5            | 東横綱 12–3             | 東横綱 1–4–10               | x                       | x                           |
| 各欄の数字は、「勝ち-負け-休場」を示す。 優勝 引退 休場 十両 幕下 三賞：敢=敢闘賞、殊=殊勲賞、技=技能賞 その他：★=金星 番付階級：幕内 - 十両 - 幕下 - 三段目 - 序二段 - 序ノ口 幕内序列：横綱 - 大関 - 関脇 - 小結 - 前頭（「#数字」は各位内の序列） |                         |                         |                         |                             |                         |                             |

## 合い口
2025年7月場所終了現在
（以下、最高位が横綱・大関の現役力士）
- 横綱・大の里には6勝2敗。（不戦敗1含む）。大関同士の対戦は豊昇龍の2勝。豊昇龍の横綱昇進後は1勝。
- 大関・琴櫻には14勝7敗。大関同士の対戦は豊昇龍の3勝3敗。
- 元大関・髙安には豊昇龍の3勝10敗（不戦勝1、不戦敗1含む）。いずれも髙安の大関陥落後における対戦成績である。
- 元大関・朝乃山には豊昇龍の5勝。
- 元大関・正代には豊昇龍の11勝6敗。正代の大関在位中は6勝3敗。大関同士の対戦なし。
- 元大関・御嶽海には豊昇龍の9勝3敗（不戦勝1含む）。御嶽海の大関在位中は豊昇龍の2勝1敗（不戦勝1含む）。
- 元大関・霧島には豊昇龍の11勝10敗（不戦敗1含む）。大関同士の対戦は豊昇龍の2敗。

引退力士（横綱・大関）
- 元横綱・照ノ富士には豊昇龍の8戦全敗（不戦敗1含む）。照ノ富士の横綱昇進後は豊昇龍の7戦全敗（不戦敗1含む）。
- 元大関・琴奨菊には豊昇龍の1勝。琴奨菊の大関陥落後における対戦成績である。
- 元大関・栃ノ心には豊昇龍の1勝1敗。栃ノ心の大関陥落後における対戦成績である。
- 元大関・貴景勝には豊昇龍の3勝8敗。

## 幕内対戦成績
| 力士名   | 勝数 | 負数  | 力士名   | 勝数 | 負数 | 力士名   | 勝数 | 負数 | 力士名   | 勝数 | 負数 |
| -------- | ---- | ----- | -------- | ---- | ---- | -------- | ---- | ---- | -------- | ---- | ---- |
| 碧山     | 4    | 2     | 安青錦   | 0    | 1    | 明瀬山   | 0    | 2    | 朝乃山   | 5    | 0    |
| 熱海富士 | 3    | 5     | 阿炎     | 11   | 9    | 石浦     | 1    | 0    | 逸ノ城   | 8    | 3    |
| 一山本   | 1    | 1     | 宇良     | 8    | 6(1) | 遠藤     | 5(1) | 3    | 炎鵬     | 1    | 1    |
| 欧勝馬   | 2    | 0     | 阿武咲   | 6    | 3    | 王鵬     | 3*   | 5(1) | 大の里   | 6    | 2(1) |
| 隠岐の海 | 1    | 2     | 魁聖     | 2    | 1    | 輝       | 2    | 0    | 旭大星   | 0    | 1    |
| 霧島     | 11   | 10(1) | 金峰山   | 1*   | 0    | 豪ノ山   | 7    | 2    | 琴恵光   | 3    | 0    |
| 琴櫻     | 14   | 7     | 琴奨菊   | 1    | 0    | 琴勝峰   | 2    | 1    | 佐田の海 | 4    | 3    |
| 志摩ノ海 | 2    | 3     | 正代     | 11   | 6    | 湘南乃海 | 1    | 0    | 松鳳山   | 1    | 0    |
| 大奄美   | 0    | 1     | 大栄翔   | 14   | 4    | 貴景勝   | 3    | 8    | 隆の勝   | 8    | 3    |
| 髙安     | 3(1) | 10(1) | 宝富士   | 2    | 1    | 尊富士   | 3    | 0    | 玉鷲     | 10   | 3    |
| 美ノ海   | 1    | 0     | 千代翔馬 | 3    | 3    | 千代大龍 | 4    | 1    | 千代の国 | 2    | 1    |
| 剣翔     | 1    | 0     | 照強     | 2    | 0    | 照ノ富士 | 0    | 8(1) | 徳勝龍   | 0    | 2    |
| 栃ノ心   | 1    | 1     | 翔猿     | 15   | 7    | 錦木     | 2    | 4    | 錦富士   | 2    | 0    |
| 伯桜鵬   | 2    | 0     | 英乃海   | 0    | 4    | 平戸海   | 7    | 1    | 北勝富士 | 7*   | 2    |
| 御嶽海   | 9(1) | 3     | 翠富士   | 7    | 6    | 妙義龍   | 3    | 1    | 豊山     | 1    | 1    |
| 竜電     | 3    | 1     | 若隆景   | 7    | 6    | 若元春   | 13   | 3    |          |      |      |

- 他に優勝決定戦 （巴戦含む）では、北勝富士、王鵬、金峰山に各1勝がある。

※カッコ内は勝数、負数の中に占める不戦勝、不戦敗の数。太字は2025年7月場所終了現在の現役力士。

## 改名履歴
- 豊昇龍 知勝（ほうしょうりゅう ともかつ）：2018年1月場所 - 2018年5月場所
- 豊昇龍 智勝（ - ともかつ）：2018年7月場所 -

## 主なメディア出演

### TV出演
- 「密着！すもう部屋物語～第四幕～」（BS日テレ、2019年1月10日）
- 「NHK福祉大相撲」（NHK総合、2025年2月23日）